# Dysmas de Lassus
Pour les articles homonymes, voir Famille de Lassus.
Michel de Lassus Saint-Geniès, plus connu sous le nom de Dysmas de Lassus, né le 30 mars 1956, est un moine catholique français, prieur général des Chartreux depuis 2014.

## Biographie

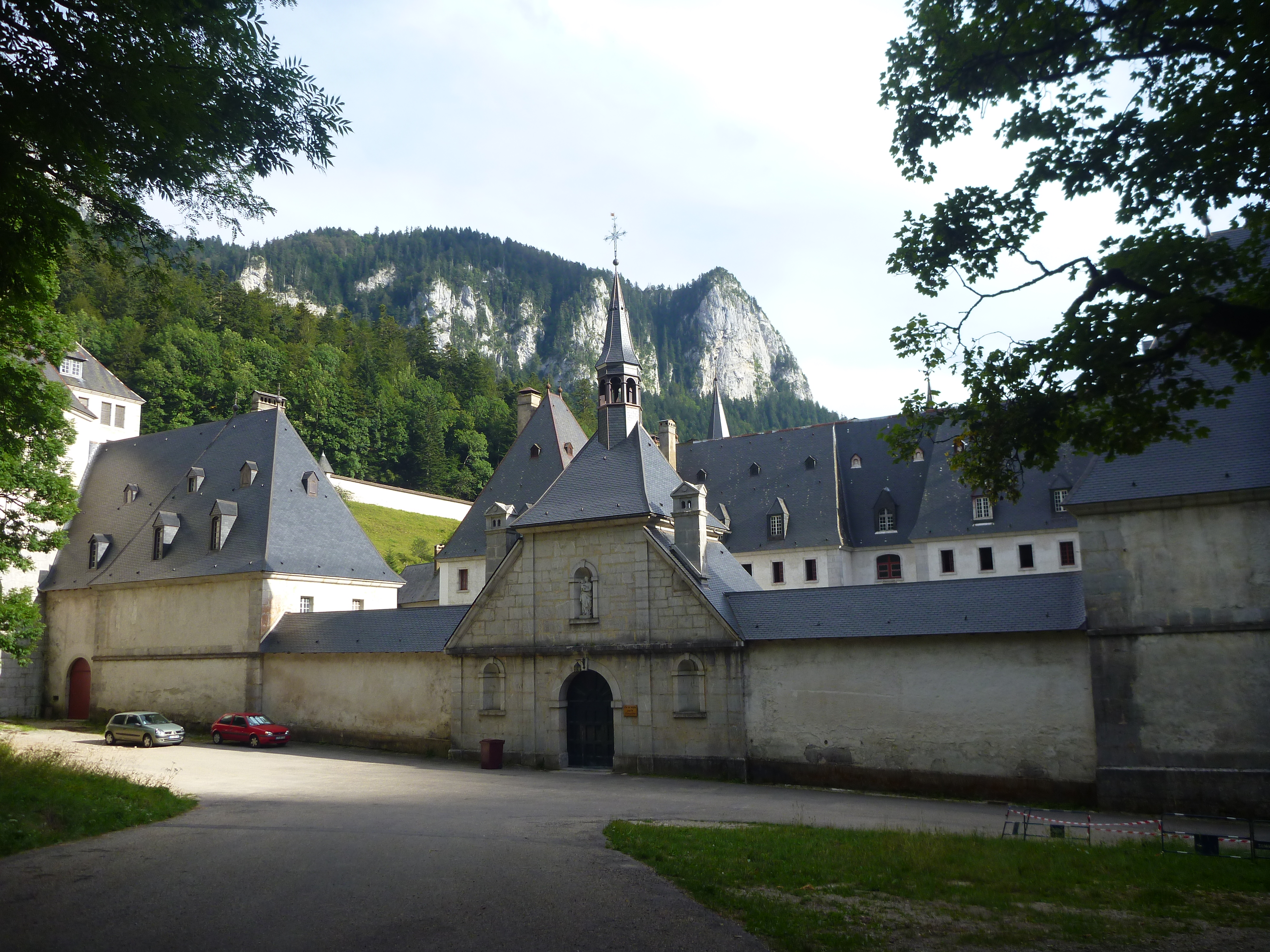
Entrée de la Grande Chartreuse.

Né le 30 mars 1956, le futur religieux reçoit le prénom de Michel. Il est le fils d'Arnaud de Lassus, ingénieur en chef du génie maritime, pilier de la Cité catholique et fondateur de l'Action Familiale et Scolaire et a six frères et sœurs, dont l'une est devenue carmélite au couvent de Créteil, sous le nom de Sœur Aude de la Vierge Marie. 
Michel de Lassus entre en chartreuse à l'âge de 20 ans et prend le nom de Dysmas, en référence au Bon Larron de l'Évangile. En 1990, il devient maître des novices de la Grande Chartreuse avant d'être élu, en octobre 2012, prieur de la chartreuse de Portes,.
Le 3 novembre 2014, il est élu prieur général par les moines de la Grande Chartreuse. Le 7 novembre suivant, les Pères Prieurs de toutes les chartreuses de l'ordre confirment ce choix par leur vote. Il devient dès lors le 74e successeur de saint Bruno à la tête de l'Ordre des Chartreux, succédant à Dom François-Marie Velut, démissionnaire pour raison de santé.
Il participe à la rédaction du livre du cardinal Robert Sarah, La Force du silence, contre la dictature du bruit, écrit avec Nicolas Diat, et publié en octobre 2016.
En mars 2020, aux éditions du Cerf, il fait paraître Risques et dérives de la vie religieuse, proposant des éléments de diagnostic qui permettront de mesurer les dangers de certaines pratiques spirituelles ou de gouvernement des communautés religieuses. Cet ouvrage est préfacé par José Rodríguez Carballo, secrétaire de la Congrégation pour les instituts de vie consacrée et les sociétés de vie apostolique.
En mars 2023, il annonce que l'entreprise fabriquant la liqueur de Chartreuse cesse sa croissance, pour le bien de la planète, mais également pour la santé physique et spirituelle des moines, qui participent toujours à la fabrication.

## Publications
- Formation d’un jeune Père-Maître, La Grande Chartreuse, 1990, 41 p..
- Remarques sur la tâche du Père-Maître, La Grande Chartreuse, 1997, 36 p..
- Avec Augustin Devaux et al., Le Projet de graduel de chœur, La Grande Chartreuse, 1997, 153 p..
- Risques et dérives de la vie religieuse  (préf. José Rodríguez Carballo), Le Cerf, 2020, 446 p..